# Parafia św. Tomasza Apostoła w Rybotyczach
Parafia św. Tomasza Apostoła w Rybotyczach – parafia rzymskokatolicka znajdująca się w archidiecezji przemyskiej w dekanacie Kalwaria Pacławska.

## Historia
Parafia rzymskokatolicka w Rybotyczach została erygowana przed 1482 rokiem. W 1598 roku starosta przemyski Jan Tomasz Drohojowski i Jadwiga z Felsztyna ufundowali prepozyturę z kolegium mansjonarzy. Na początki XVII wieku zbudowano kolejny kościół drewniany, który w 1836 roku z powodu złego stanu technicznego został zamknięty przez władze austriackie. W następnych latach msze święte były czasowo odprawiane w miejscowej cerkwi. 
W 1868 roku kolatorzy Tyszkowscy zbudowali murowany kościół z kamieni pochodzący z ruin dawnego zamku Kormanickich. W 1897 roku kościół został konsekrowany przez bpa Jakuba Glazera.
Proboszczami parafii na przestrzeni dziejów byli m.in.: ks. Jan Marnudelli (1810), ks. Jakub Marnudelli (1811–1836), ks. Leon Tyczyński, (administracor excuriendo z Falkendergu), ks. Jan Mikołajewicz, ks. Jakub Schmidt, ks. Ferdynand Stumfoll (od 1853), ks. Karol Wolwowicz (od 1891), ks. Józef Górnicki (1921–1932), ks. Józef Nalepa (1933–1935), ks. Jarosław Klenowski (administrator) (1935–1943), ks. Antoni Zawisza (administrator), ks. Antoni Nizioł, ks. Tadeusz Rajchel (administrator), ks. Jan Kocur (od 1970), ks. Marian Wrona (1979–1989), ks. Jan Bielec (do 2007), ks. Kazimierz Jurczak (2007–2020).
Na terenie parafii jest 1 280 wiernych (w tym: Rybotycze – 335, Gruszowa –  59, Huwniki – 549, Kopysno – 1, Makowa – 298, Posada Rybotycka – 38).

## Kościoły filialne
- Huwniki – W 1924 roku został zbudowany murowany kościół, który został poświęcony przez bpa Józefa Fiszera, pw. Matki Bożej Królowej Polski[11].
- Makowa – W latach 2005–2006 zbudowano murowany kościół pw. Ducha Świętego, który 1 maja 2006 roku został konsekrowany przez abpa Józefa Michalika[12][13].